# 哈列耶维奇农村居民点
哈列耶维奇农村居民点（俄语：Халеевичское сельское поселение）是俄罗斯联邦布良斯克州新济布科夫区所属的一个农村居民点。其下辖有9个居民点，行政中心为霍列维奇。据2015年统计，该农村居民点的人口为947人。